# Балафон
Балафон је врста дрвеног ксилофона или ударачког идиофона, којим се изводи мелодијска музика и уобичајено има између 16 и 27 дирки (плочица). Свира се у Африци од 12. века према усменим традицијама. Настао је у Малију, према историји Мандинка народа коју преносе гриоти.

## Историја
Верује се да је настао независно од јужноафричког и јужноамеричког инструмента који се сада зове маримба, усмене историје балафона га датирају макар на време успона Царства Малија у 12. веку нове ере. Балафон је реч на језику мандинке, али постоје различити други облици широм Западне АФрике, укључујући баланги у Сијера Леонеу и џил код Дагара, Лоби и Гурунси народа из Гане, Буркине Фасо и Обале Слоноваче. Слични инструменти се свирају у деловима средње Африке, где се у Краљевини Конго зове палаку.
Записи о балафону постоје најраније из 12. века нове ере. 1352. године, марокански путник Ибн Батута известио је о постојању инструмената нгони и балафон на двору малијског владара Мансе Сулејмана.
Европски посетиоци Западне Африке су у 17. веку описали су балафон као махом сличан модерном инструменту. Атлантска трговина робљем довела је неке свираче балафона у Америку. Вирџинија Газет је забележила афро-Американце који су свирали барафу 1776. године, који делује да је био балафон. Спомињања овог инструмента у Северној Америци су нестала средином 19. века.
Балафон се 1980-их година поново почео јављати са порастом популарности традиционалне и светске музике. Најпознатији од извођача је Rail Band, кога води Салиф Кеита.

### Етимологија
На језику мандинке балафон је сложеница две речи: балан је име инструмента, а фо је глагол свирати. Балафон је стога заправо чин свирања бале.
Бала се и даље користи као име за велики бас балафон у регионима Колокани и Бобо-Дјуласо. Ове бале имају нарочито дугачке дирке и велике калабаше за појачавање звука. Балани се користи као име за мали балафон велике висине тона, са малим калабашима и кратким (3 до 4 цм дугачким) диркама. Балани се носи са каишем и обично има 21 дирку, док се број дирки на бали разликује у односу на регион.

## Конструкција
Балафон може бити са фиксираним диркама (где су дирке постављене по фиксираном оквиру, углавном са резонантним кутијама од калабаша испод) или са слободним диркама (где су дирке постављене независно од било које површине). Балафон обично има између 17 и 21 дирки, које су наштимоване на тетратонску, пентатонску или хептатонску скалу, у зависности од културе музичара.
Балафон генерално може да произведе између 18 и 21 нота, мада су неки направљени да произведу и мањи број нота (16, 12, 8 или чак 6 и 7). Дирке балафона се традиционално праве од дрвета бене, сушеног изнад ниског пламена, а онда се штимују дељући делове дрвета са доње стране. Дрво се уклања из средине како би се снизио тон дирке, односно са краја да би се повисио.
Код балафона са фиксираним диркама, дирке висе о кожне каишеве тик изнад дрвеног оквира, испод кога су обешене резонантне кутије од калабаша растуће величине. Мала рупа на свакој кутији покривена је мембраном, која је традиционално направљена од танких филамената кесе за паукова јаја (данас се углавном користи цигарет-папир или танак пластички филм), како би настао карактеристична назална боја звука. Инструмент се обично свира уз помоћ две гумене удараљке док се седи на ниској столици (или док се стоји користећи рамени или појасни каиш причвршен за оквир).

## Регионалне традиције
Како се културе балафона разликују широм Западне Африке, тако се разликује и приступ самом инструменту. На многим местима, балафон се свира сам у ритуалним контекстима, а на другим се свира као део ансамбла. У Гвинеји и Малију, балафон је често део трија, са ниским, средњим и високим тоновима. У Камеруну, шест балафона разних величина свирају се заједно у оркестру, под називом коменчанг. Код народа Игбо постоји варијанта са само једном великом дирком за сваког свирача. Премда у већини случајева један свирач удара више дирки са две удараљке, у неким окружењима два или више човека свирају један балафон.
Народи Сусу и Мандинке из Гвинеје се блиско идентификују са балафоном, као и други Манде народи Малија, Сенегала и Гамбије. Камерун, Чад, па чак и народи из басена Конга имају дуге традиције свирања балафона.
Свирачи балафона често носе наруквице са звонима на сваком ручном чланку, наглашавајући тако звук дирки.
У неким културама, балафон је био (а и даље је) свети инструмент, који су свирали само обучени чланови религијске касте и само на ритуалним догађајима, попут фестивала, краљевских, погребних или свадбених прослава. У тим случајевима, балафон се чува у складишту храма и може се померити и свирати само након обреда пречишћавања. Могу се правити посебни инструменти како би се свирали само за посебне ритуале и репертоаре. Млади свирачи се не вежбају на светом инструменту, већ на балафонима са слободним диркама.

### Џил
Џил је име за зујећи пентатонски балафон који је уобичајен за народе који говоре гур језиком у северној Гани, Буркини Фасо, југоисточном Малију и северној Обали Слоноваче у западној Африци. Међу Манде народима у Гани, попут Лигби (Нуму), Биса и Дјула, исти инструмент је познат као бала. Џил је главни традиционални инструмент Дагара народа северне Гане и Буркине Фасо, као и Лоби народа из Гане, јуже Буркине Фасо и Обале Слоноваче. Џил се најчешће свира у паровима, са бубњем од калабаша званим куор у пратњи. Џил дуети су традиционална музика на сахранама Дагара народа. Инструмент генерално свирају мушкарци, који уче како да свирају док су млади; међутим, не постоји ограничење по питању рода. Такође га свирају у Гурунси народу Горњег источног региона Гане, као и у суседним популацијама Гурунси народа преко границе у јужној и централној Буркини Фасо. Плес везан за џил се зове Бева.
Изглед џила је сличан балаби или балафону који користе Бамбара, Дјула и Сосо народи на даљем западу на југу Малија и у западној Буркини Фасо, као и Сенуфо народ из Сикаса, региона који дели доста културне традиције са северном Обалом Слоноваче и Гане. Прави се са 14 дрвених дирки од афричког дрвета званог лига које је причвршћено за дрвени оквир, испод ког висе кутије од калабаша. Свила паукове мреже прекрива рупе на кутијама које производе зујећи звук, док се тетива антилопе и кожа користе за причвршћивање. Инструмент се свира дрвеним удараљкама са гуменим врховима.

### Камерун
Током 1950-их, барови су почели да се отварају по главном граду Камеруна како би се прилагодио приливу нових становника, па су убрзо постали симбол камерунског идентитета у време колонијлизма. Балафонски оркестри, који су се састојали од три до пет балафона и разних других ударачких инструмената, постали су уобичајени у тим баровима. Неки од тих оркестара, као што је Ричард Банд де Зутеле, постали су веома познати упркос томе што их европска елита није волела.
Средином 20. века, домородачка народна музика звана бикутси постала је популарна. Бикутси је базиран на ратном ритму који се свира са различитим звечкама, бубњевима и балафоном. Бикутси, у коме жене певају, укључивао је сексуално експлицитне текстове и песме о свакодневним проблемима. У свом популаризованом облику, бикутси је постао успешан на главној музичкој сцени 1950-их година. Ан-Мари Нзије је вероватно била најзначајнија иноваторка, а поред ње наступали су и Меси Ме Нконда Мартин и његов бенд, и Лос Камароес, који су додали електричну гитару и друге нове елементе.
Балафонски оркестри су остали популарни током 50-их година у баровима у Јаундеу, али је публика захтевала модернизацију и популарни стил у то време није успео да се снађе. Меси Мартин је био камерунски гитариста који је био инспирисан да научи да свира балафон слушајући радио програм на шпанском језику из суседне Еквиторијалне Гвинеје, као и кубанску и заирску румбу. Меси је изменио електричну гитару тако што је повезао жице комадићима папира, чиме је инструменту дао влажнији тон који је производио туп звук сличан балафону.

### Гвинеја
Балафон, кора и нгони (претеча бенџа) три су инструмента која се највише асоцирају са гриотском традицијом Западне Африке. Сваки се ближе може повезати са специфичним деловима, заједницама и традицијама, али се сви свирају заједно у ансамблима широм региона. Гвинеја је била историјско срце соло балафона. Како је култура гриота наследна каста, породица Кујате је названа чувари балафона, а чланови ове породице су у двадесетом веку помогли да се овај инструмент прошири по свету.

#### Сосо Бала
Сосо Бала је балафон, који се тренутно чува у граду Нијагасола у Гвинеји, за који се сматра да је оригинални балафон, направљен пре више од 800 године. Еп Сунџата, прича о стварању Царства Малија, говори да је гриот под именом Бала Фасеке Кујате убедио краља Сосо народа Сумангуру Кантеа да га запосли након што се ушуњао у Сумангуруову палату и свирао свети инструмент. Сунџата Кеита, оснивач Царства Малија збацио је Сумангуруа, отео балафон и учинио гриота Фасекеа његовим заштитником. Ова част, каже се, пренела се кроз његову породицу (Кујате) и до данас их обавезује на чување тог балафона.
Без обзира на истинитост ове приче, Сосо Бала је инструмент велике старости и Унеско га је прогласио једним од 19 Ремек-дела усменог и неопипљивог наслеђа човечанства 2001. године.

### Сенегал
Назив сенегалске националне химне је "Pincez Tous vos Koras, Frappez les Balafons" (Сви затрзајте коре, ударите балафоне).

### Мали
Модерни фестивал посвећен балафону, Triangle du balafon, одржава се сваке године у Сикасу у Малију.